# Formation de Lance
La formation de Lance est une formation sédimentaire détritique datant de la fin du Crétacé supérieur (Maastrichtien supérieur), soit il y a environ entre 69 et 66 Ma (millions d'années). Elle est célèbre pour sa faune fossile de vertébrés (dinosaures et microvertébrés) qui témoignent de la vie continentale au Crétacé supérieure, juste avant la grande extinction de la fin du Crétacé, intervenue il y a 66 Ma (millions d'années).
Elle affleure dans l'ouest des États-Unis. Les principales formations géologiques qui partagent certaines faunes avec elles sont :
- la formation de Hell Creek (Montana et Dakota du Nord) ;
- la formation de Frenchman (dans le sud-ouest du Saskatchewan) ;
- la partie inférieure de la formation de Scollard en Alberta.

## Biostratigraphie
Dans le Wyoming, où elle est la plus épaisse, la formation de Lance recouvre la biozone à ammonites à Baculites clinolobatus dont le sommet est daté d'environ 66 Ma (millions d'années). Elle se termine au niveau de l'extinction Crétacé-Paléogène datée de 66 Ma. 
La paléofaune de vertébrés est seulement présente dans la partie supérieure de la formation de Lance. Elle a donné son nom à un étage régional basé sur les faune fossiles continentales, le Lancien. Cet intervalle supérieur est l'équivalent latéral de la formation de Hell Creek, dont la base a été datée par radiométrie à 66,8 Ma.

## Description
Elle est constituée de strates épaisses de sédiments détritiques de grès couleur chamois jusqu'à des argiles vert olive en passant par des siltstones. 
Son épaisseur varie d'environ 90 mètres au Dakota du Nord jusqu'à près de 600 mètres dans certaines régions du  Wyoming.

### Milieu de dépôt
Les sédiments de la formation de Lance ont été déposés par des rivières, sur une plaine côtière au bord de la grande mer de la voie maritime intérieure de l'Ouest. Le climat était subtropical, sans saison froide et probablement sans précipitations abondantes.

## Paléontologie
Les restes de vertébrés découverts se comptent par dizaines de milliers. Il s'agit aussi bien de micro-restes que de véritables lits à ossements qui renferment des squelettes de dinosaures quasi complets en connexion anatomique. 
La plupart des autres fossiles d'animaux connus dans cette formation sont des animaux d'eau douce (par exemple, des grenouilles et des salamandres), ou des oiseaux. Cependant, on trouve également des fossiles marins, qui rappellent que la mer était à proximité.

### Coelurosauria
UCMP 143274 (Caenagnathidae ?),

#### Oiseaux
| Oiseaux présents dans la formation de Lance | Oiseaux présents dans la formation de Lance | Oiseaux présents dans la formation de Lance | Oiseaux présents dans la formation de Lance | Oiseaux présents dans la formation de Lance                                                                                                  | Oiseaux présents dans la formation de Lance                                                                                        | Oiseaux présents dans la formation de Lance |
| Genre                                       | Espèce                                      | Localisation                                | Position stratigraphique                    | Matériel | Notes | Images                                      |
| ------------------------------------------- | ------------------------------------------- | ------------------------------------------- | ------------------------------------------- | --- | --- | ------------------------------------------- |
| Apatornis                                   | A. retusus                                  |                                             |                                             | | Ré-attribué à Palintropus retusus                                                                                                  |                                             |
| Ceramornis                                  | C. major                                    |                                             |                                             | - UCMP 53959 (holotype), un coracoïde partiel.                                                                                               | Un possible Charadriiformes |                                             |
| Cimolopteryx                                | C. petra                                    |                                             |                                             | | Ré-attribué à Lamarqueavis minima                                                                                                  |                                             |
| Cimolopteryx                                | C. rara                                     |                                             |                                             | - YPM 1805 (holotype), un coracoïde partiel.                                                                                                 | Un Charadriiformes |                                             |
| Cimolopteryx                                | C. retusa                                   |                                             |                                             | | Reclassified as Palintropus retusus                                                                                                |                                             |
| Cimolopteryx                                | C. minima                                   |                                             |                                             | | Ré-attribué à Lamarqueavis minima                                                                                                  |                                             |
| « Cimolopteryx »                            | « C. » maxima                               |                                             |                                             | - UCMP 53973 (holotype), un coracoïde partiel.                                                                                               | Un Charadriiformes, « pas nécessairement étroitement lié à Cimolopteryx ».                                                         |                                             |
| Graculavus                                  | G. augustus                                 |                                             |                                             | - AMNH 25223, un humérus partiel | Un possible Charadriiformes |                                             |
| Lamarqueavis                                | L. minima                                   |                                             |                                             | - UCMP 53976 (holotype), un coracoïde partiel                                                                                                | Un Charadriiformes |                                             |
| Lamarqueavis                                | L. petra                                    |                                             |                                             | - AMNH 21911 (holotype), un coracoïde partiel                                                                                                | Un Charadriiformes |                                             |
| Lonchodytes                                 | L. estesi                                   |                                             |                                             | - UCMP 53954 (holotype), un tarsométatarse partiel                                                                                           | Un possible Procellariiformes |                                             |
| « Lonchodytes »                             | « L. » pterygius                            |                                             |                                             | - UCMP 53961 (holotype), un carpométacarpe partiel                                                                                           | Un possible Charadriiformes |                                             |
| « Palaeotringa »                            | « P. » vetus                                |                                             |                                             | - ANSP 13361 (holotype), un tibiotarse partiel - AMNH 25221, un tibiotarse partiel                                                           | Un oiseau similaire aux grues, Idiornithidae et Presbyornithidae                                                                   |                                             |
| Palintropus                                 | P. retusus                                  |                                             |                                             | - YPM 513 (holotype), un coracoïde partiel                                                                                                   | Un Ornithuromorphes basal appartenant aux Ambiortiformes                                                                           |                                             |
| Potamornis                                  | P. skutchi                                  |                                             |                                             | - UCMP 73103 (holotype), un os carré - un ? tarsométatarse,                                                                                  | Un Hesperornithiformes peut-être également présent dans la formation de Hell Creek.                                                |                                             |
| Torotix                                     | T. clemensi                                 |                                             |                                             | - UCMP 53958, un humérus partiel | Un possible Presbyornithidae. |                                             |
| Un Presbyornithidae non nommé               | Indéterminé                                 |                                             |                                             | - AMNH 21929, une scapula partielle - AMNH 22603, une scapula partielle - YPM 868, une scapula partielle - AMNH 22602, une scapula partielle | Un presbyornithidé Hope, 2002 |                                             |
| Un Enantiornithes non nommé                 | Non nommé                                   |                                             |                                             | - USNM 2909, un métatarse partiel et des phalanges du pied                                                                                   | Un Enantiornithes, précédemment attribué à « Ornithomimus » minutus                                                                |                                             |
| Un oiseau non nommé                         | Indéterminé                                 |                                             |                                             | - UCMP 53960, deux vertèbres cervicales partielles                                                                                           | Un oiseau indéterminé |                                             |
| Un phalacrocoracidé non nommé               | Indéterminé                                 |                                             |                                             | - AMNH 25272, un fémur | Un possible Phalacrocoracidae |                                             |
| « Ornithurae non nommé A »                  | Indéterminé                                 |                                             |                                             | - UCMP 53962, un coracoïde partiel - UCMP 53963, un coracoïde partiel - AMNH non référencé, un coracoïde partiel                             | Attribué à l'origine à Cimolopteryx rara, mais probablement une nouvelle espèce. Présent également dans la formation de Frenchman. |                                             |
| « Ornithurae non nommé C »                  | Indéterminé                                 |                                             |                                             | - YPM PU 17020, un coracoïde partiel | Présent également dans la formation de Hell Creek                                                                                  |                                             |
| « Ornithurae non nommé E »                  | Indéterminé                                 |                                             |                                             | - USNM 181923, un coracoïde partiel - USNM 13011, un coracoïde partiel                                                                       | Présent également dans la formation de Hell Creek                                                                                  |                                             |
| « Ornithurae non nommé F »                  | Indéterminé                                 |                                             |                                             | - UCMP 53957, un coracoïde partiel - ACM 12359, un coracoïde partiel                                                                         | Attribué à l'origine à Cimolopteryx maxima, mais probablement une nouvelle espèce                                                  |                                             |

#### AutresCoelurosauria
| Autres coelurosauriens de la formation de Lance | Autres coelurosauriens de la formation de Lance | Autres coelurosauriens de la formation de Lance | Autres coelurosauriens de la formation de Lance | Autres coelurosauriens de la formation de Lance | Autres coelurosauriens de la formation de Lance | Autres coelurosauriens de la formation de Lance |
| Genre                                           | Espèce                                          | Localisation                                    | Position stratigraphique                        | Matériel                                        | Notes | Images                                          |
| ----------------------------------------------- | ----------------------------------------------- | ----------------------------------------------- | ----------------------------------------------- | ----------------------------------------------- | --- | ----------------------------------------------- |
| Aublysodon                                      | A. amplus                                       |                                                 |                                                 | Dent, (spécimen type)                           | Tyrannosauridé douteux synonyme probable de Tyrannosaurus rex |                                                 |
| Aublysodon                                      | A. cristatus                                    |                                                 |                                                 | Dent, spécimen type                             | Tyrannosauridé douteux synonyme probable de Tyrannosaurus rex |                                                 |
| « Ornithomimus »                                | « O. » sedens                                   |                                                 |                                                 | « Sacrum et illium fragmentaire » spécimen type | Un ornithomimidé. |                                                 |
| Paronychodon                                    | P. caperatus                                    |                                                 |                                                 | Dents, spécimen type                            | Un troodontidé |                                                 |
| Pectinodon                                      | P. bakkeri                                      |                                                 |                                                 | Dents, spécimen type                            | Un troodontidé |                                                 |
| Tyrannosaurus                                   | T. rex                                          |                                                 |                                                 | Plusieurs spécimens partiels et des dents       | Un tyrannosauridé identifié à l'origine dans la formation de Hell Creek. Découvert aussi dans les formations géologiques de Denver, Ferris, Frenchman, Javelina, Formation de Livingston Livingston, McRae, North Horn, Scollard et de Willow Creek. Les synonymes avec le spécimens type de cette formation incluent Dynamosaurus imperiosus et Manospondylus gigas. |                                                 |

### Ornithischia

#### Ankylosaures
| ankylosauress de la formation de Lance | ankylosauress de la formation de Lance | ankylosauress de la formation de Lance | ankylosauress de la formation de Lance | ankylosauress de la formation de Lance | ankylosauress de la formation de Lance                                                            | ankylosauress de la formation de Lance |
| Genre                                  | Espèce                                 | Localisation                           | Position stratigraphique               | Matériel                               | Notes                                                                                             | Images                                 |
| -------------------------------------- | -------------------------------------- | -------------------------------------- | -------------------------------------- | -------------------------------------- | ------------------------------------------------------------------------------------------------- | -------------------------------------- |
| Ankylosaurus                           | A. magniventris                        | - Wyoming                              |                                        |                                        | Un ankylosauridé, identifié à l'origine dans la formation de Hell Creek.                          |                                        |
| Denversaurus                           | D. schlessmani                         | - Dakota du Sud                        |                                        | Crâne (spécimen type)                  | Un nodosauridé                                                                                    |                                        |
| Edmontonia                             | E. sp.                                 | - Wyoming                              |                                        | Dents                                  | Un nodosauridé                                                                                    |                                        |
| « Palaeoscincus »                      | « P. » latus                           | - Wyoming                              |                                        | Dents                                  | Probablement un nodosauridé, mais les dents pourraient aussi appartenir à un Pachycephalosauridae |                                        |

#### Marginocephalia
| Marginocéphaliens découverts dans la formation de Lance | Marginocéphaliens découverts dans la formation de Lance | Marginocéphaliens découverts dans la formation de Lance | Marginocéphaliens découverts dans la formation de Lance | Marginocéphaliens découverts dans la formation de Lance | Marginocéphaliens découverts dans la formation de Lance | Marginocéphaliens découverts dans la formation de Lance |
| Genre                                                   | Espèce                                                  | Localisation                                            | Position stratigraphique                                | Matériel                                                | Notes | Images                                                  |
| ------------------------------------------------------- | ------------------------------------------------------- | ------------------------------------------------------- | ------------------------------------------------------- | ------------------------------------------------------- | --- | ------------------------------------------------------- |
| Agathaumas                                              | A. sylvestris                                           |                                                         |                                                         | « Sacrum et bassin osseux partiels » (Specime type).    | Un cératopsidé douteux probable synonyme de Triceratops horridus |                                                         |
| Leptoceratops                                           | L. gracilis                                             |                                                         |                                                         |                                                         | Un cératopsien |                                                         |
| Nedoceratops                                            | N. hatcheri                                             |                                                         |                                                         | Un crâne (spécimen type)                                | Un cératopsidé, synonyme possible de Triceratops horridus Les synonyms incluent Diceratops hatcheri and Diceratus hatcheri.                                                                                           |                                                         |
| Pachycephalosaurus                                      | P. wyomingensis                                         |                                                         |                                                         | Spéciens fragmentaires dont le spécimen type.           | Un pachycéphalosaure. Les synonymes avec le spécimen type de la formation incluent Troodon wyomingensis. |                                                         |
| « Palaeoscincus »                                       | "P." latus                                              |                                                         |                                                         | Dent                                                    | Un pachycéphalosaure douteux, classé à l'origine comme un ankylosaure Palaeoscincus |                                                         |
| « Stygimoloch »                                         | S. spinifer                                             |                                                         |                                                         |                                                         | Un pachycéphalosaure possible synonyme de Pachycephalosaurus wyomingensis |                                                         |
| Torosaurus                                              | T. latus                                                |                                                         |                                                         | Plusieurs spécimens dont le spécimen type.              | Un cératopsidé peut-être synonyme de Triceratops horridus. Torosaurus gladius, dont le spécimen type provient de la formation est un synonyme. Présent également dans les formations de Frenchman et de Hell Creek.   |                                                         |
| Triceratops                                             | T. horridus                                             |                                                         |                                                         | Crâne partiel et squelette (spécimen type)              | Un cératopsidé, trouvé également dans les formations d'Evanston, de Frenchman , d'Hell Creek , de Laramie, et de Scollard . Les synonymes avec les spécimens type de cette formation incluen T. ingens et T. sulcatus |                                                         |

#### Ornithopodes
| Ornithopodes de la formation de Lance | Ornithopodes de la formation de Lance | Ornithopodes de la formation de Lance | Ornithopodes de la formation de Lance | Ornithopodes de la formation de Lance                    | Ornithopodes de la formation de Lance | Ornithopodes de la formation de Lance |
| Genre                                 | Espèce                                | Localisation                          | Position stratigraphique              | Matériel                                                 | Notes | Images                                |
| ------------------------------------- | ------------------------------------- | ------------------------------------- | ------------------------------------- | -------------------------------------------------------- | --- | ------------------------------------- |
| Edmontosaurus                         | E. annectens                          |                                       |                                       | Crâne, squelette dont le spécimen type                   | Un hadrosauridé. Les synonymes de cette formation incluent Anatosaurus annectens and Claosaurus annectens. Trouvé également dans les formations de Frenchman, Hell Creek, Laramie et Scollard. |                                       |
| Thescelosaurus                        | T. neglectus                          |                                       |                                       | Squelette bien préservé (spécimen type)                  | Un théscélosauridé. Trouvé également dans les formations de Frenchman, Hell Creek, Laramie et Scollard.                                                                                        |                                       |
| Thespesius                            | T. occidentalis                       |                                       |                                       | Dents, vertèbres, os des orteils (dont le spécimen type) | Un hadrosauridé douteux synonyme possible de E. annectens |                                       |
| « Trachodon »                         | « T. » longiceps                      |                                       |                                       | Une mâchoire partielle (YPM 616), (spécimen type)        | Un hadrosauridé douteux synonyme possible E. annectens |                                       |

### Autres vertébrés
Les autres vertébrés continentaux incluent des ptérosaures (par exemple cf. Azhdarcho), des crocodiles, des choristodères, des lézards, des serpents, tortues, grenouilles et salamandres.
Des restes de poissons et de mammifères ont été également trouvés dans la formation de Lance.